# Хок, Карл фон
Барон (фрайхерр) Карл Фердинант фон Хок (нем. Carl von Hock; 1808—1869) — австрийский экономист, автор ряда трудов по политической экономии.

## Биография
Карл фон Хок родился 18 марта 1808 года в городе в Праге.
Служа в министерстве финансов, принимал деятельное участие в разработке финансовых реформ и австро-французского торгового договора. Написал: «Die Finanzverwaltung Frankreichs» (Штутгарт, 1857); «Die öffentlichen Abgaben und Schulden» (Штутгарт, 1863); «Die Finanzen und die Finanzgeschichte der Vereinigten Staaten» (Штутг., 1867); «Der oesterreichische Staatsrat» (Вена, 1868—78; продолжено Бильдерманом).
Барон Карл Фердинант фон Хок умер в 1869 году.